# Mangan(IV) oxide
Mangan(IV) oxide, thường gọi là mangan dioxide là một hợp chất vô cơ có công thức hóa học MnO2. Hợp chất này là một chất rắn có màu đen hoặc nâu này tồn tại trong tự nhiên dưới dạng khoáng sản pyrolusit, cũng là một quặng chính của kim loại mangan. Hợp chất này được sử dụng chủ yếu để chế tạo các loại pin tế bào khô, mà tiêu biểu là pin kiềm và pin kẽm-carbon. MnO2 cũng được sử dụng làm chất tạo màu và là tiền thân của các hợp chất mangan khác, chẳng hạn như KMnO4. Nó còn được sử dụng làm chất xúc tác trong tổng hợp hữu cơ, ví dụ, trong quá trình oxy hóa rượu allylic.

## Thuốc màu
Mangan(IV) oxide, dưới dạng than non nâu, là một trong những hợp chất tự nhiên sớm nhất được tổ tiên của con người sử dụng. Nó được sử dụng như là một sắc tố (màu), ít nhất là từ thời trung cổ. Hợp chất có thể được sử dụng đầu tiên với mục đích dùng để sơn lên cơ thể, sau đó áp dụng dần cho các bức tranh trong hang động. Một số bức tranh hang động nổi tiếng nhất ở châu Âu được thực hiện bằng phương pháp sử dụng hợp chất mangan dioxide.